# Roaring Fork River
Ne doit pas être confondu avec Roaring River.
La  Roaring Fork River est une rivière américaine d'une longueur de 113 km qui coule dans l’État du Colorado. Elle est un affluent du fleuve Colorado.
Elle arrose notamment la ville d'Aspen.

## Traduction
- (en) Cet article est partiellement ou en totalité issu de l’article de Wikipédia en anglais intitulé « Roaring Fork River » (voir la liste des auteurs).